# 西爾萬岸 (佛羅里達州)
西爾萬岸（英語：Sylvan Shores）是位於美國佛羅里達州高地縣的一個非建制地區。該地的面積和人口皆未知。

## 地理
西爾萬岸的座標為27°19′07″N 81°21′01″W / 27.31861°N 81.35028°W，而該地的平均海拔高度為26米（即85英尺）。